# Joseph Asajirō Satowaki
Joseph Asajirō Satowaki (ヨゼフ 里脇 浅次郎, Yosefu Satowaki Asajirō), né le 1er février 1904 à Shittsu au Japon et mort le 7 août 1996, était un prêtre catholique japonais, évêque de Kagoshima en 1955 et archevêque de Nagasaki de 1968 à 1990. Il fut créé cardinal en 1979.

## Biographie

### Prêtre
Joseph Asajirō Satowaki est ordonné prêtre le 17 décembre 1932 pour le diocèse de Nagasaki. 

### Évêque
Nommé évêque de Kagoshima le 25 février 1955, il est consacré le 3 mai suivant par le cardinal Maximilien de Furstenberg.
Le 19 décembre 1968, il devient archevêque de Nagasaki, charge qu'il assume pendant 21 ans, se retirant à l'âge de 86 ans, le 8 février 1990.

### Cardinal
Jean-Paul II le crée cardinal avec le titre de cardinal-prêtre de S. Maria della Pace lors de son premier consistoire, le 30 juin 1979.

## Succession apostolique
Joseph Asajirō Satowaki a ordonné les évêques suivants :
- Archevêque Francis Xavier Kaname Shimamoto (en), Ist. del Prado (1980)